# Corpi Santi (Mailand)
Corpi Santi („Heilige Körper“) war die historische Bezeichnung der Gebiete außerhalb der Stadtmauer von Mailand.
Sie wurden 1782 offiziell als Gemeinde organisiert.
1808 wurden die Corpi Santi per Napoleonischen Dekret nach Mailand eingemeindet. Mit der Wiederherstellung der Österreichischen Herrschaft wurde die Gemeinde 1816 wieder selbstständig.
Bei der Gründung des Königreichs Italien (1861) zählte die Gemeinde 48.359 Einwohner. 1873 kam die endgültige Eingemeindung nach Mailand.